# Paul Cruse
Paul Bernhard Hinrich Jacob Cruse (* 4. Juni 1885 in Friedrichsort; † 18. Februar 1977 in Flensburg) war ein deutscher Gymnasiallehrer und Gründer der Niederdeutschen Bühne Flensburg.

## Ausbildung
Paul Cruse war ein Sohn des Maurermeisters und Rechnungsrates in der Kaiserlichen Marine Friedrich Ernst Joachim Cruse (* 24. Dezember 1849; † 25. Juni 1934). Seine Mutter Johanne Henriette Catharina (* 30. Januar 1858; † 31. Juli 1925) stammte aus Schwartau und war eine Tochter des dortigen Drechslermeisters Johann Wilhelm Dröger (um 1824–1859).
Cruse wuchs zunächst in Friedrichsort auf und wurde an Ostern 1891 an der dortigen Garnisonsschule eingeschult. Sein Vater wurde wenig später nach Kiel versetzt. Da die Volksschule an dem neuen Wohnort der Familie keine freien Plätze mehr hatte, blieb ihm ein weiterer Schulbesuch zunächst verwehrt. Ab Ostern 1892 lernte er an der Vorschule der Kieler Gelehrtenschule. Im August 1895 musste die Familie nach Wilhelmshaven umziehen, wohin der Vater versetzt worden war. Cruse besuchte hier ein Gymnasium. Sein Vater wurde erneut nach Kiel beordert, wo Cruse ab 1899 erneut die Kieler Gelehrtenschule besuchte, die er 1904 mit dem Abitur verließ. Danach studierte er Germanistik und Altphilologie an der Christian-Albrechts-Universität zu Kiel. Hier hörte er insbesondere bei Friedrich Kaufmann, Felix Jacoby und Siegfried Sudhaus. Während des Studiums verbrachte Cruse je ein Semester in Berlin und München. Seit 1904 gehörte er der Burschenschaft der Krusenrotter Kiel an.
Im Dezember 1910 legte Cruse in Kiel das Staatsexamen ab. Anschließend lebte er ein Vierteljahr in Florenz bei Paul Peterich. Bei diesem Bildhauer handelte es sich um einen Halbonkel mütterlicherseits. Während dieser Zeit gewann Cruse lebendige Eindrücke der Antike und der Renaissance. Er selbst sagt, dass es sich um eine „Art geistiges Erwachen“ gehandelt habe. In Florenz machte er Bekanntschaften mit Sascha Schneider und Theodor Däubler.
Im April 1911 begann Cruse eine Lehrerausbildung im höheren Schuldienst an der Kieler Gelehrtenschule. Ein halbes Jahr später musste er seinen Militärdienst antreten und diente als Einjährig-Freiwilliger in Kiel. Von 1912 bis 1914 arbeitete er als Kandidat für das höhere Lehramt erneut an der Gelehrtenschule, absolvierte ein Probejahr an der Domschule Schleswig und beendete seine Ausbildung. Aufgrund seiner Kurzsichtigkeit galt er während des Ersten Weltkriegs als untauglich für den Feldeinsatz. Daher leistete er seinen Militärdienst in Altona.

## Wirken als Pädagoge
Anfang Oktober 1917 erhielt Cruse die Versetzung an das Königliche Gymnasium und Realgymnasium in Flensburg. Er sollte die Stelle als Oberlehrer nach Kriegsende übernehmen. Sein Dienst beim Heer endete Ende 1918. Vom Januar 1919 bis 1926 lehrte er in Flensburg. Bei Diskussionen um die Schleswig-Holstein-Frage und der Volksabstimmung in Schleswig setzte er sich vielfältig für die deutsche Position ein.
Cruse besuchte eine Darbietung eines Theaterstückes von Gorch Fock von Richard Ohnsorg in Hamburg. Derart inspiriert gründete er gemeinsam mit weiteren Personen im März 1920 die Norddeutsche Bühne Flensburg. Er agierte auch selbst als Schauspieler. Dafür lernte er Gesang und Lautenspiel bei Julius Steger, der als Kantor bei der Flensburger Marienkirche wirkte. Cruse gehörte einem Bühnenensemble an, das in der Region zwischen Rendsburg und Hadersleben auftrat und eine bedeutende Rolle in der deutschen Kulturarbeit nahe der deutsch-dänischen Grenze spielte.
1925 veröffentlichte Cruse ein Lesebuch. Im August 1926 wurde er zum Studiendirektor befördert. Ab Anfang Oktober leitete er die Domschule Schleswig, an der er insbesondere die musische Erziehung der Schüler unterstützte. Während dieser Zeit setzte er sich für die deutsche Kulturarbeit des Schleswig-Holsteiner-Bundes ein. Dabei nahm er sich insbesondere der Kontaktpflege mit Tingleff, der nordschleswigschen Patenstadt, an. Als Vorsitzender der Sektion Schleswig des Deutschen Sprachvereins bemühte er sich unter anderem um die Pflege der deutschen Sprache „durch lebendigen Vortrag“. Wilhelm Abegg gab bei Cruse aufgrund dieser Aktivitäten Gutachten über die Formulierung bedeutender Erlasse und Verordnungen für den Regierungsbezirk Schleswig-Holstein in Auftrag.
Im April 1932 wechselte Cruse als Direktor an das Staatliche Gymnasium für Jungen in Flensburg, wo er Ende 1933 zum Oberstudiendirektor ernannt wurde. Er wollte hauptsächlich den Schultyp des altsprachlichen Gymnasiums bewahren. Die Schulpolitiker der Nationalsozialisten bevorzugten hingegen Realgymnasien. Er trat öffentlich für den Nationalsozialismus ein und schrieb in seinen Memoiren, dass er im Rahmen seiner Aufgabe als Schulleiter in politisch führender Position das humanistische Profil seiner Schule gestalten wollte. Im Nebenamt leitete er die „Deutsche Bühne“, die auf die „Freie Volksbühne“ folgte. Die Einrichtung sollte breiteren Teilen der Bevölkerung das Theater nahebringen. Cruse trat zum 1. Mai 1933 der NSDAP bei (Mitgliedsnummer 2.702.092).

## Wirken im Ruhestand
Im Rahmen eines Entnazifizierungsverfahrens musste Cruse im September von seinem Amt zurücktreten und erhielt kein weiteres Gehalt. Im Dezember folgte das Urteil, dass er als „Mitläufer“ einzustufen sei und zwangsweise den Ruhestand antreten musste. Cruse gab daraufhin Privatunterricht, lernte Dänisch und konzentrierte sich darüber hinaus ganz auf die Niederdeutsche Bühne. Die Besucherzahlen des Theaters stiegen in den Folgejahren. Im November 1951 traten Theatergruppen 27 Mal in Schleswig auf.
Ende 1951 übernahm Cruse die Geschäftsführung der Deutschen Kulturgesellschaft. Die Organisation in Flensburg wollte das Deutschtum in Flensburg und dem Umland pflegen. Cruse übernahm zumeist organisatorische Aufgaben. Darüber hinaus referierte er selbst zu philologischen Fragestellungen und schrieb für mehrere Zeitungen aus Schleswig-Holstein und schuf Radiovorträge für den NDR und Radio Bremen. Für die Sender war er auch als niederdeutscher Rezitator tätig.
1965 erhielt Cruse das Bundesverdienstkreuz 1. Klasse verliehen.

## Familie
Cruse heiratete am 15. September 1917 in Hamburg Hanna Lundt (* 14. März 1889 in Süderbrarup; † 7. April 1971). Ihr Vater Theodor Lundt (1854–1910) stammte aus Schleswig und arbeitete in Süderbrarup als Landwirt und Hotelier. Er war verheiratet mit Maria Rasch (* 1858) aus Tolk.
Das Ehepaar Cruse hatte zwei Söhne.